# Rudenia immanis
Rudenia immanis är en fjärilsart som beskrevs av Józef Razowski 1994. Rudenia immanis ingår i släktet Rudenia och familjen vecklare. Inga underarter finns listade i Catalogue of Life.